# Alex Eder
Alex Maximilian Eder (* 26. August 1983 in München) ist ein deutscher Kommunalpolitiker (Freie Wähler Unterallgäu). Er ist seit 1. Mai 2020 Landrat des Landkreises Unterallgäu.

## Leben
Nach Grundschule und Gymnasium leistete Eder Wehrdienst. Von 2003 bis 2008 studierte er Bauingenieurwesen an der Technischen Universität München und schloss als Dipl.-Ing. Univ. ab. Nach dem Referendariat zum Regierungsbaumeister (ab 2008) war er als Abteilungsleiter an verschiedenen Staatlichen Bauämtern sowie am Bayerischen Staatsministerium für Wohnen, Bau und Verkehr tätig. Seit 2019 war er Abteilungsleiter im Rang eines Regierungsdirektors am Staatlichen Bauamt Krumbach (Schwaben).
Eder wohnt in Türkheim.

## Politik
Im Herbst 2019 fragten die Freien Wähler Unterallgäu, ob Eder sich für die Landratskandidatur bewerben würde, woraufhin er zusagte. Als Parteiloser wurde er von den Freien Wählern Unterallgäu nominiert und erreichte bei der Landratswahl am 15. März 2020 unter vier Bewerbern 49,9 % der gültigen Stimmen; zur absoluten Mehrheit fehlten ihm 14 Stimmen. In der Stichwahl am 29. März 2020 wurde er mit 80,1 % zum Nachfolger von Hans-Joachim Weirather gegen den unterlegenen Kandidaten der CSU gewählt.